# Flora Dolci
Flora Dolci (* 9. Oktober 1999 in Briançon) ist eine französische Skilangläuferin.

## Werdegang
Ihr internationales Debüt gab Dolci im Dezember 2015 im Rahmen von FIS-Rennen, bevor sie kurz darauf bei Junioren-Rennen in Prémanon und Hochfilzen an den Start ging. Auch im Dezember 2016 startete sie bei Nachwuchsrennen und überzeugte dabei mit zwei zweiten Plätzen in Prémanon und Valdidentro. Daraufhin gab sie am 17. Dezember 2016 in La Clusaz ihr Debüt im Skilanglauf-Weltcup. Als 44. blieb sie über die 10 km im freien Stil ohne Weltcup-Punkte. Auch mit der Staffel landete sie einen Tag später als 13. nur auf dem vorletzten Platz. Nach zwei weiteren Junioren-Rennen in Planica reiste sie mit der Mannschaft zu den Junioren-Weltmeisterschaften in Soldier Hollow. Nach Platz sechs über 5 km belegte Dolci im Skiathlon den achten Platz. Mit der Staffel verpasste sie nur knapp die Medaillenränge und wurde Vierte.
Am 4. März 2017 gewann Dolci das 7,5-km-Junioren-Rennen in St. Ulrich in Gröden. Es folgten eher wechselhafte Ergebnisse im Juniorenbereich, bevor sie am 6. Januar 2018 in Campra ein weiteres Rennen gewinnen konnte. Bei den folgenden Nordischen Junioren-Skiweltmeisterschaften 2018 in Goms verpasste sie aber erneut vordere Platzierungen. Daraufhin verblieb sie auch ein weiteres Jahr im Junioren-Bereich.
Bei den französischen U20-Meisterschaften 2018 im Wintersportzentrum Super Besse erreichte Dolci den dritten Platz im Sprint. Im Januar nahm sie an den Nordischen Junioren-Skiweltmeisterschaften 2019 in Lahti wurde sie Sechste über die 5 km. Für das 15-km-Rennen war sie gemeldet, ging jedoch nicht mehr an den Start.
Im Februar 2019 startete sie in Planica erstmals im Skilanglauf-Alpencup, blieb aber ohne Podestplatz. Bei den Nordischen Skiweltmeisterschaften 2019 in Seefeld in Tirol erreichte sie im Staffelrennen gemeinsam mit Anouk Faivre-Picon, Laura Chamiot Maitral und Delphine Claudel den achten Platz. Ihre Aufstellung kam überraschend, da Frankreich anfangs gar keine Staffel gemeldet hatte und sich erst mit der Nominierung von Dolci für den Start im Frauen-Staffelrennen entschied. Für die Einzelrennen hatte Dolci sich mangels Weltcupstarts nicht qualifizieren können. Bei den Nordischen Skiweltmeisterschaften 2021 in Oberstdorf kam sie auf den 37. Platz über 10 km Freistil und auf den zehnten Rang im Teamsprint. In der Saison 2021/22 holte sie in Davos mit dem 29. Platz über 10 km Freistil ihre ersten Weltcuppunkte. Zudem errang sie bei der Tour de Ski 2021/22 den 34. Platz und bei den Olympischen Winterspielen 2022 in Peking den 24. Platz im 30-km-Massenstartrennen sowie den 12. Platz mit der Staffel.

## Teilnahmen an Weltmeisterschaften und Olympischen Winterspielen

### Olympische Spiele
- 2022 Peking: 12. Platz Staffel, 24. Platz 30 km Freistil Massenstart

### Nordische Skiweltmeisterschaften
- 2019 Seefeld in Tirol: 8. Platz Staffel
- 2021 Oberstdorf: 10. Platz Teamsprint Freistil, 37. Platz 10 km Freistil
- 2023 Planica: 6. Platz Staffel, 13. Platz 10 km Freistil
- 2025 Trondheim: 9. Platz 50 km Freistil Massenstart, 15. Platz 20 km Skiathlon

## Platzierungen im Weltcup

### Weltcup-Statistik
Die Tabelle zeigt die erreichten Platzierungen im Einzelnen.
- 1.–3. Platz: Anzahl der Podiumsplatzierungen
- Top 10: Anzahl der Platzierungen unter den ersten zehn
- Punkteränge: Anzahl der Platzierungen innerhalb der Punkteränge
- Starts: Anzahl gelaufener Rennen in der jeweiligen Disziplin
- Hinweis: Bei den Distanzrennen erfolgt die Einordnung gemäß FIS.

| Platzierung               | Distanzrennen a | Distanzrennen a | Distanzrennen a | Distanzrennen a | Distanzrennen a | Skiathlon Verfolgung | Sprint | Etappen- rennen b | Gesamt | Team   | Team    |
| Platzierung               | ≤ 5 km          | ≤ 10 km         | ≤ 15 km         | ≤ 30 km         | > 30 km         | Skiathlon Verfolgung | Sprint | Etappen- rennen b | Gesamt | Sprint | Staffel |
| ------------------------- | --------------- | --------------- | --------------- | --------------- | --------------- | -------------------- | ------ | ----------------- | ------ | ------ | ------- |
| 1. Platz                  |                 |                 |                 |                 |                 |                      |        |                   |        |        |         |
| 2. Platz                  |                 |                 |                 |                 |                 |                      |        |                   |        |        |         |
| 3. Platz                  |                 |                 |                 |                 |                 |                      |        |                   |        |        |         |
| Top 10                    |                 | 4               | 1               | 2               |                 |                      |        |                   | 7      | 1      | 3       |
| Punkteränge               |                 | 19              | 1               | 9               | 2               | 3                    | 5      | 1                 | 40     | 1      | 5       |
| Starts                    |                 | 29              | 2               | 10              | 2               | 6                    | 10     | 1                 | 60     | 1      | 5       |
| Stand: Saisonende 2024/25 |                 |                 |                 |                 |                 |                      |        |                   |        |        |         |

### Weltcup-Gesamtplatzierungen
| Saison  | Gesamt | Gesamt | Distanz | Distanz | Sprint | Sprint |
| Saison  | Punkte | Platz  | Punkte  | Platz   | Punkte | Platz  |
| ------- | ------ | ------ | ------- | ------- | ------ | ------ |
| 2021/22 | 34     | 40.    | 16      | 52.     | 8      | 66.    |
| 2022/23 | 296    | 59.    | 282     | 32.     | 4      | 122.   |
| 2023/24 | 575    | 39.    | 548     | 21.     | 27     | 82.    |
| 2024/25 | 649    | 27.    | 646     | 16.     | 3      | 122.   |